# هيرويوشي كاماتا
هيرويوشي كاماتا هو لاعب كرة قدم ياباني، ولد في 4 أبريل 1997 في كاناغاوا في اليابان. لعب مع نادي ألبيريكس نيغاتا.

## وصلات خارجية
- هيرويوشي كاماتا على موقع قاعدة بيانات كرة القدم.إي يو (الإنجليزية)
- هيرويوشي كاماتا على موقع Soccerway.com (الإنجليزية)